# Blood and Honour
A Blood and Honour („Vér és Becsület”) neonáci bőrfejűek hálózata, amely náci zenekarok koordinálásával, illetve koncertek szervezésével foglalkozik.

## Elnevezése
A csoport elnevezésének német változata (Blut und Ehre) a Hitlerjugend jelmondata volt, mely az általa használt övcsatokon és késekbe maratva megtalálható volt. A nürnbergi törvények hivatalos elnevezése a III. Birodalomban „törvény a német faj és a német becsület védelmére” volt. A szervezet szimbólumaként használják még a 28-as számot is, amely a B és H betűk sorszámára utal az angol ábécében.

## Története
A szervezet gyökerei 1977-ig nyúlnak vissza. Az Anti-Nazi League ekkor hozta létre a Rock Against Nazism (rock a nácizmus ellen) szervezetet. 
A szélsőjobboldali British National Front válaszul saját mozgalmat hozott létre Rock Against Communism néven.
1980-ra a Skrewdriver együttes újraindította a RAC mozgalmat, saját, illetve más együttesek koncertjeinek szervezésére. A zenekar énekese, Ian Stuart Donaldson alapította meg a Blood and Honour elnevezésű szervezetet.

## Felépítése
A Blood & Honour-nak számos hivatalos szervezete van, például az Egyesült Királyságban, Belgiumban, Ausztráliában, Szlovéniában, Bulgáriában, Szerbiában és Horvátországban. A németországi szervezetet 2000. szeptember 14-én, a spanyolországit pedig 2005-ben tiltották be, miután több vezetőjüket letartóztatták és elítélték.
Több más országban is folyik helyi szervezeteik ellen nyomozás. 
A Blood and Honour részvételével jött létre a Combat 18 neonáci csoport 1992-ben. 
A szervezet Magyarországon is szervez koncerteket, illetve megmozdulásokat.
A magyar Vér és Becsületet 2005-ben elsőfokon feloszlatták, majd 2006-ban megszűnt.
Ezután a Hazáért Egység Mozgalom folytatta a korábbi Vér és Becsület munkásságát.